# Galo Roggiero
Galo Roggiero Rolando (Guayaquil, 28 de marzo de 1935 - Ibidem, 31 de diciembre de 2013) fue un economista, político y dirigente deportivo ecuatoriano.

## Primeros años
Nació en Guayaquil, Ecuador el 28 de marzo de 1935. Estudió en la Universidad de Harvard, donde se especializó en mercadotecnia.

## Carrera
Fue parte del Barcelona Sporting Club, ocupando el cargo de presidente entre 1967 a 1970, nuevamente en 1986 y finalmente desde el 13 de febrero de 2006 hasta 2007, donde consiguió varios títulos nacionales en 1970, 1980 y 1981. También fue el directivo conocido por contratar exjugadores como Juan Manuel Bazurko y el brasileño Luiz Carlos "Escurinho" Machado. En 1994, fue uno de los empresarios que cofundó, la cadena de televisión ecuatoriana SíTV, actualmente conocida como Canal Uno. En aquel año fue presidente de la Federación Ecuatoriana de Fútbol por cuatro años, hasta 1998, periodo en el cual contrató al entrenador colombiano Francisco Maturana.
En cuanto a su vida política, trabajó en las Aduanas, la Gobernación del Guayas y el Ministerio de Agricultura. Fue parte del Partido Social Cristiano (PSC), con el que fue elegido diputado en el Congreso Nacional.

## Muerte
El 8 de diciembre de 2013 su apartamento ubicado en el piso 19 del edificio Panorama del centro de Guayaquil, sufrió un incendio, del cual Roggiero salió sin mayores lesiones. Poco después, el 26 de diciembre, su situación se agravó y fue ingresado a cuidados intensivos por problemas de neumonía, en la clínica Kennedy, donde se mantuvo con un respirador artificial. Falleció el 31 de diciembre a las 11:30 de la mañana, a los 78 años de edad.